# Gare de Leupegem
La gare de Leupegem, (en néerlandais : station Leupegem), est une gare ferroviaire belge, fermée, de la ligne 86, de Basècles-Carrières à De Pinte. Elle est située a Leupegem, section au sud du centre ville d'Audenarde, dans la province de Flandre-Orientale en Région flamande.

## Situation ferroviaire
Établie à 15 mètres d'altitude, la gare de Leupegeme- est située au point kilométrique (PK) 38,6 de la ligne 86, de Basècles-Carrières à De Pinte, entre les gares ouvertes de Renaix (s'intercalent les gares fermées de Louise-Marie et d'Etikhove) et d'Audenarde.

## Histoire
La station de Leupegem est mise en service le 1er septembre 1861 par la Compagnie du chemin de fer Hainaut et Flandres, lorsqu'elle ouvre à l'exploitation la section entre Leuze et Audenarde, dernier élément permettant l'ouverture de l'intégralité de sa ligne de Saint-Ghislain à Gand par Leuze, Renaix et Audenarde.
La construction du bâtiment des recettes est adjugée en juillet-août 1880.
La gare ferme définitivement au service des marchandises en 1981 et aux voyageurs en 1984. Sa réouverture fut envisagée, sans succès, en 1987.

## Patrimoine ferroviaire
Le bâtiment des recettes actuel appartient à un plan type des Chemins de fer de l’État belge utilisé conjointement par le groupe de Tournai et par celui de Gand. Seules deux gares de la ligne 86 (Leupegem et Frasnes-lez-Anvaing), ainsi que la gare de Schoonaarde ont été dotés de tels bâtiments.
L’architecte gantois Léonard est à l'origine de ce plan tenant compte des directives de 1880 qui donneront naissance aux bâtiments unifiés construits de 1881 à 1914.
Cette gare en briques est constitué d’un haut corps central à étage de trois travées sous bâtière avec un oculus sous une corniche en mitre au centre des façades latérales. Ce corps central était flanqué d’une aile sous bâtière de six travées dont la dernière travée, plus grande, était surmontée par un fronton. Une aile de service à toit plat se trouvait de l’autre côté ; la première travée par la suite été rehaussée d'un étage tandis que, dans les années 2000, le reste de cette aile de service a été démolie au profit d'un immeuble moderne.
Un bandeau de pierre surplombe les arcs du premier étage qui sont ornés d’un encadrement maçonné. Un second bandeau marque la séparation entre les étages. À Leupegem, l’aile de six travées se trouve à gauche.

## Galerie de photographies

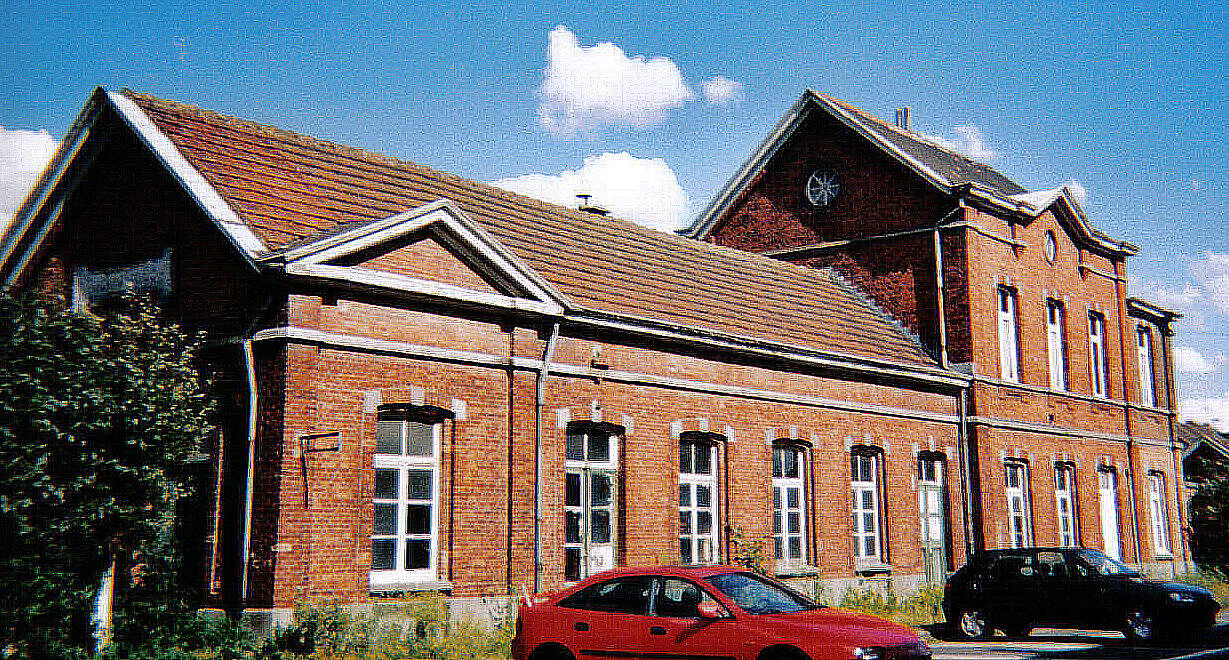
Côté rue.
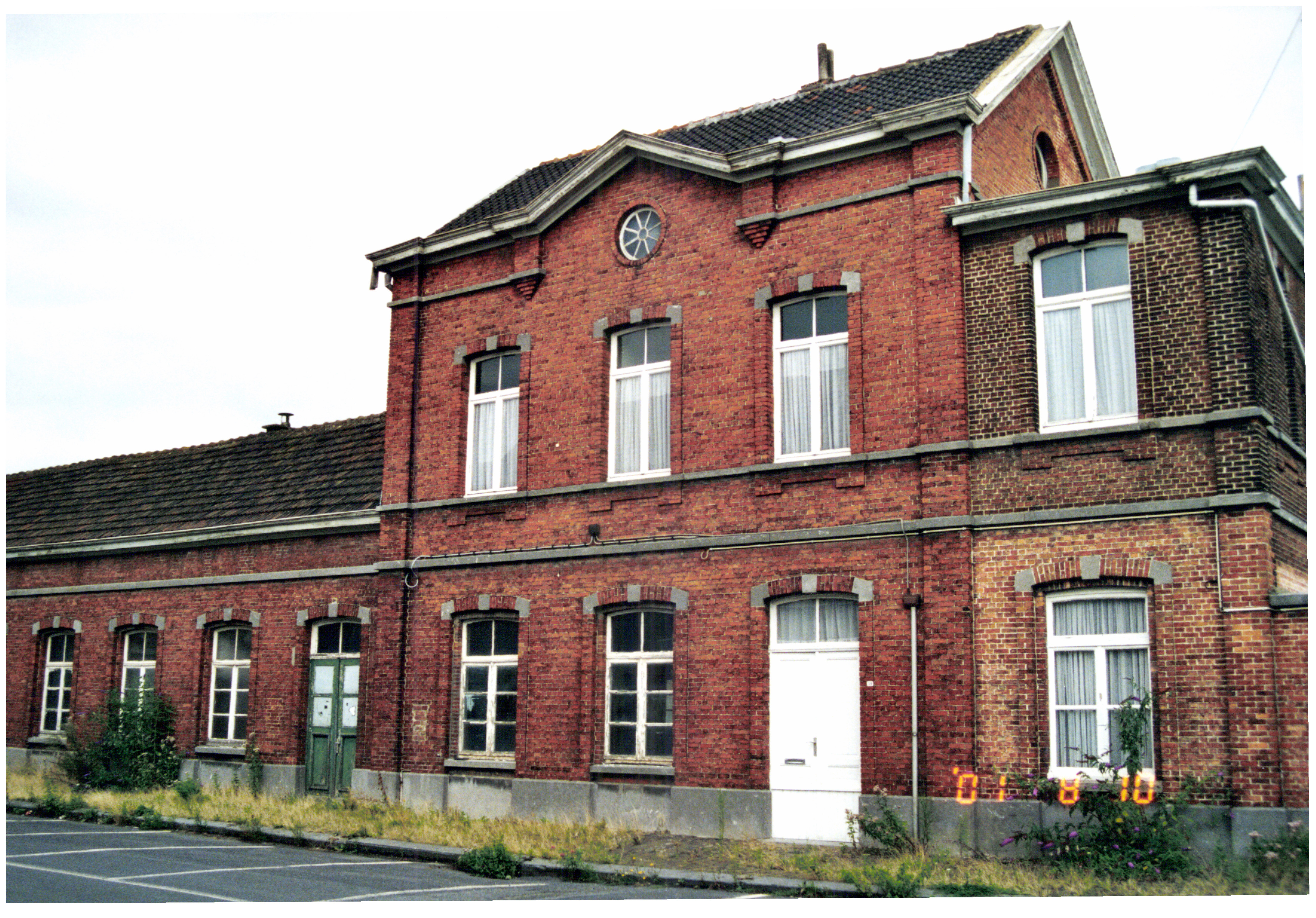
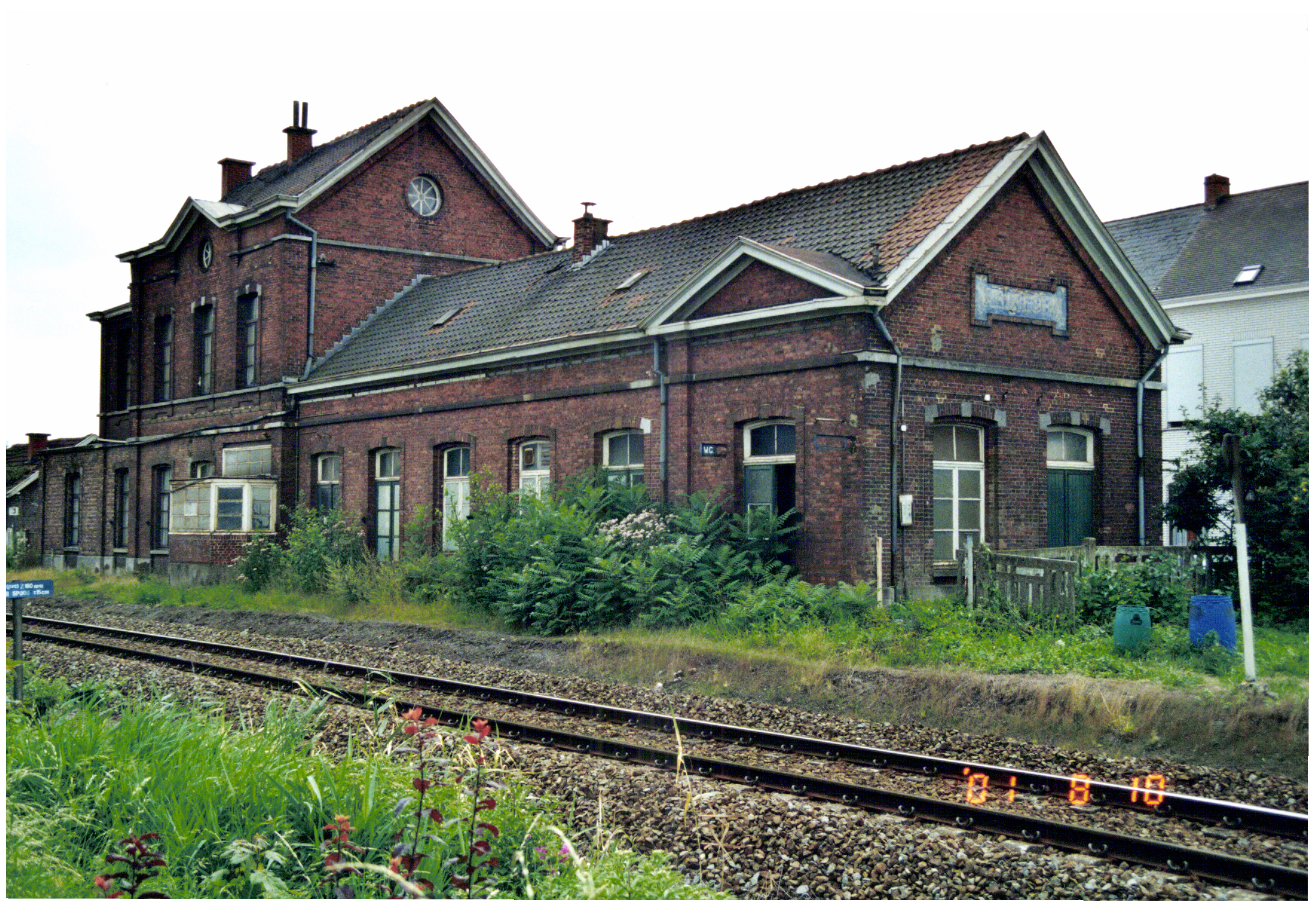
Côté voies.
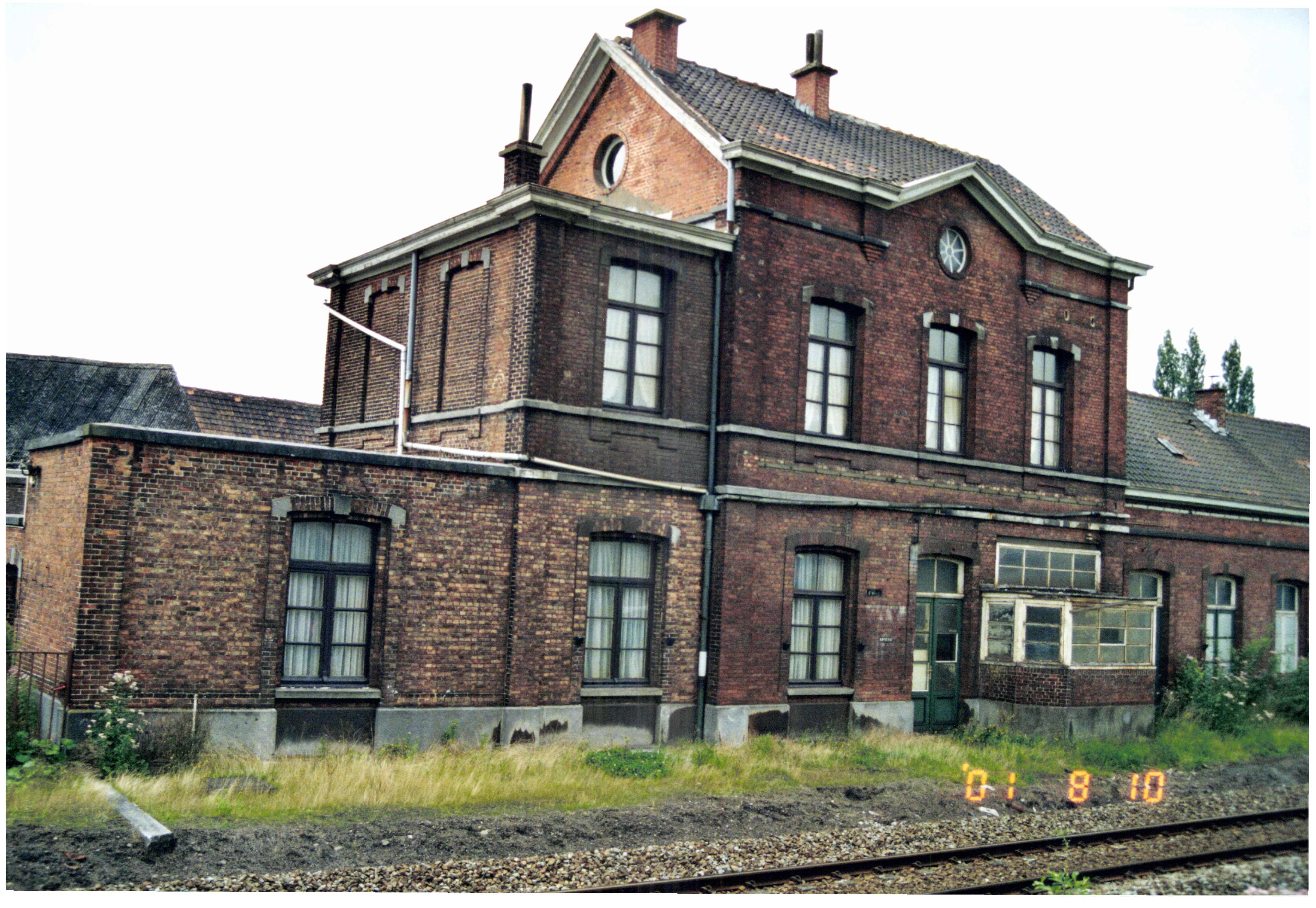
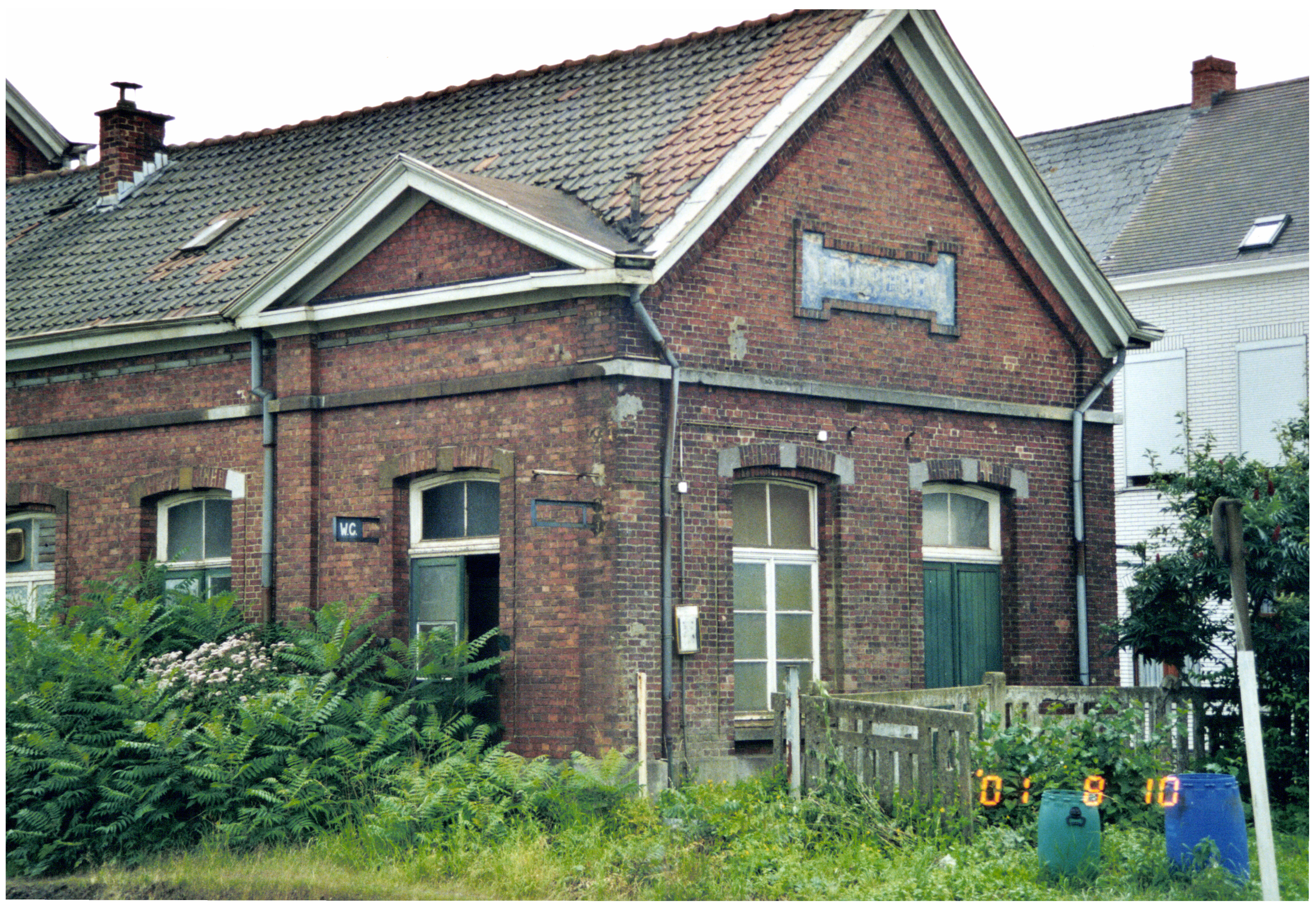
Fronton.
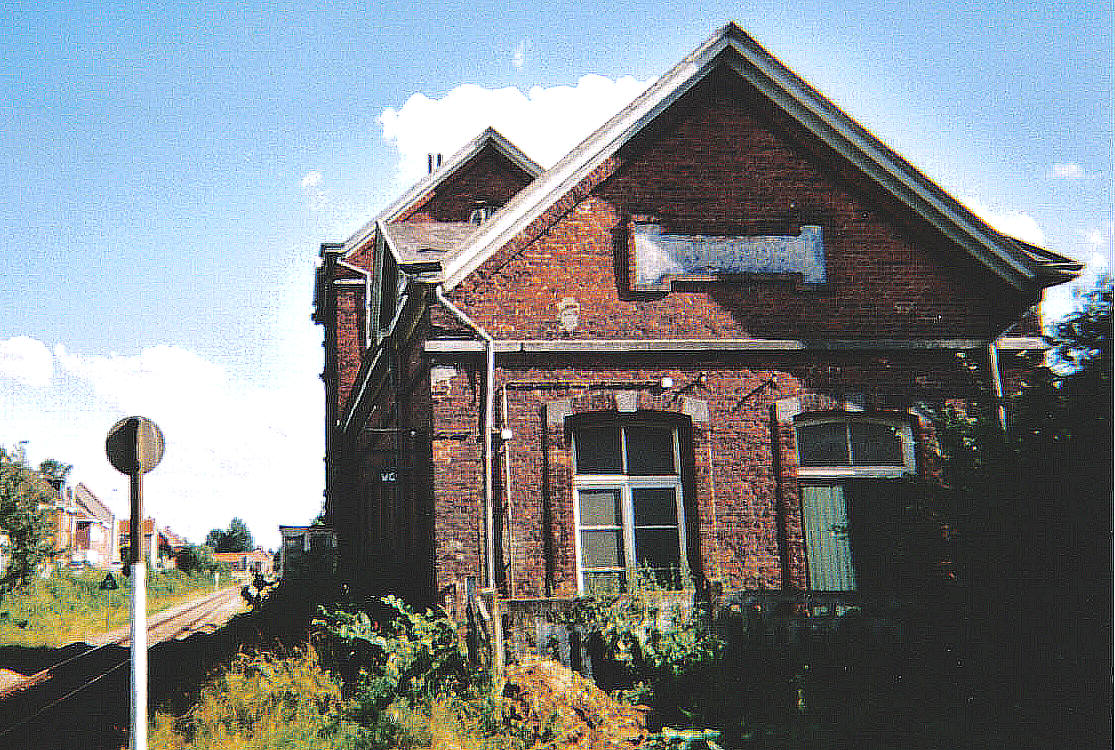
Pignon.
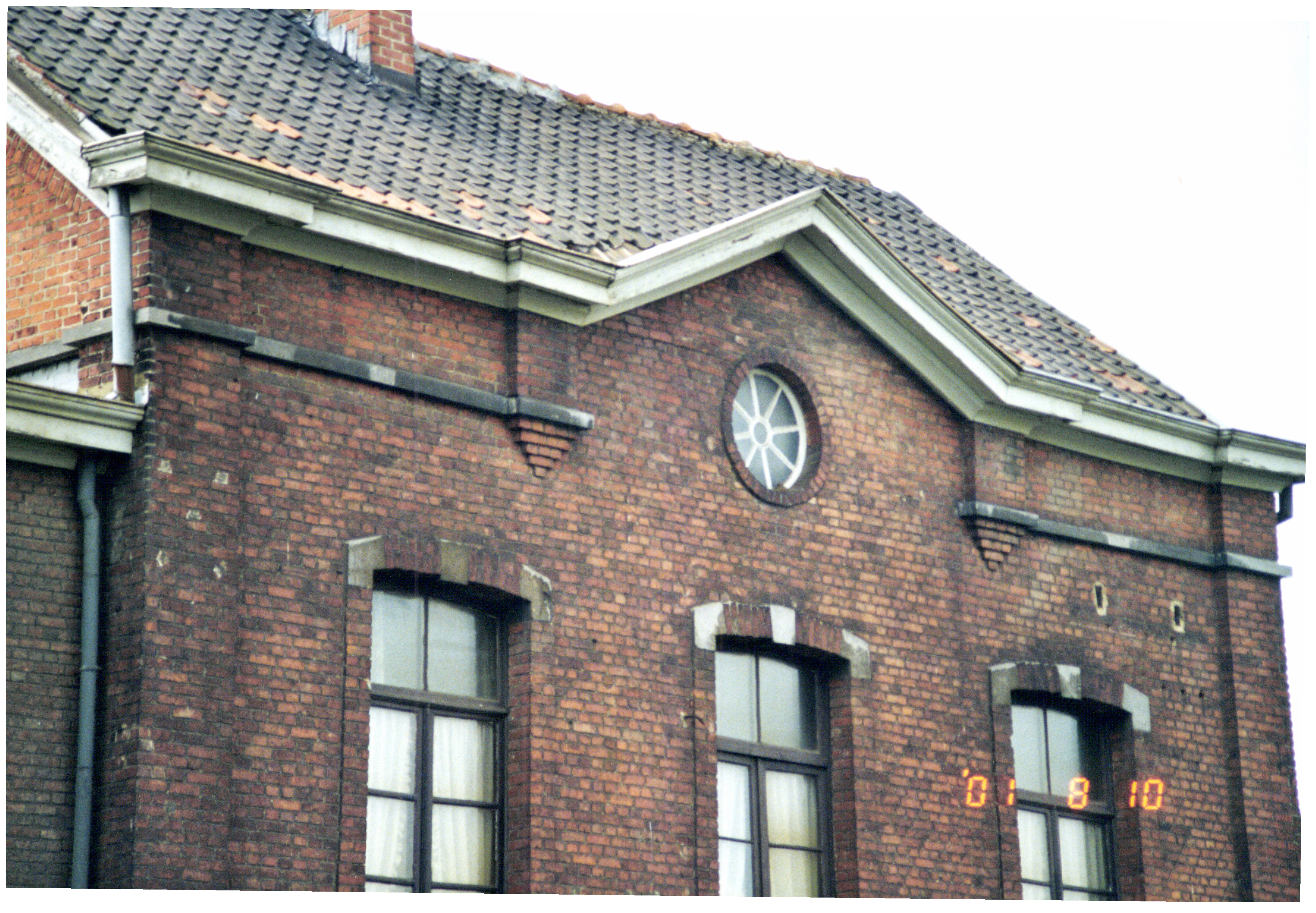
Corniche en mitre.
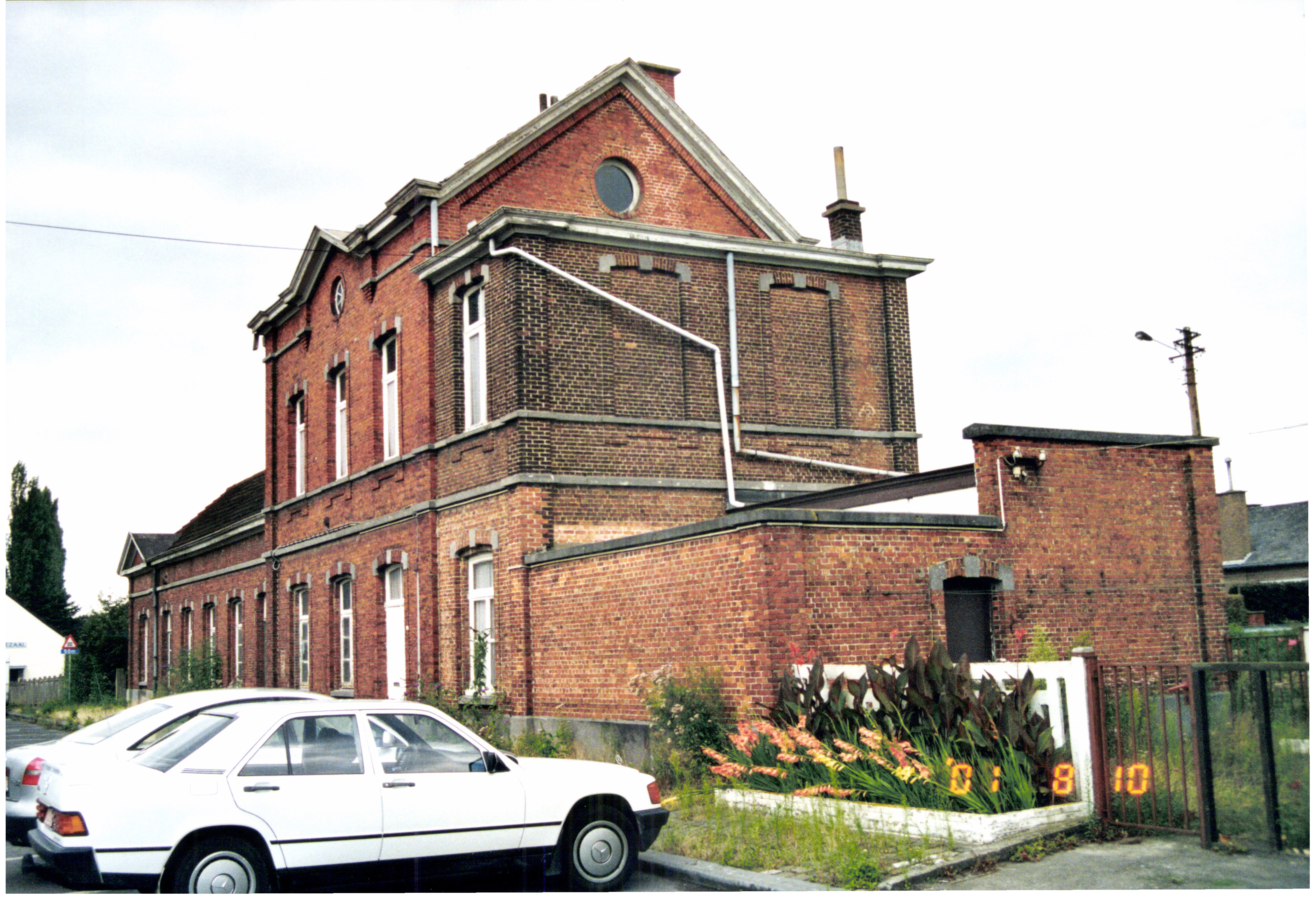
Aile de service démolie depuis.
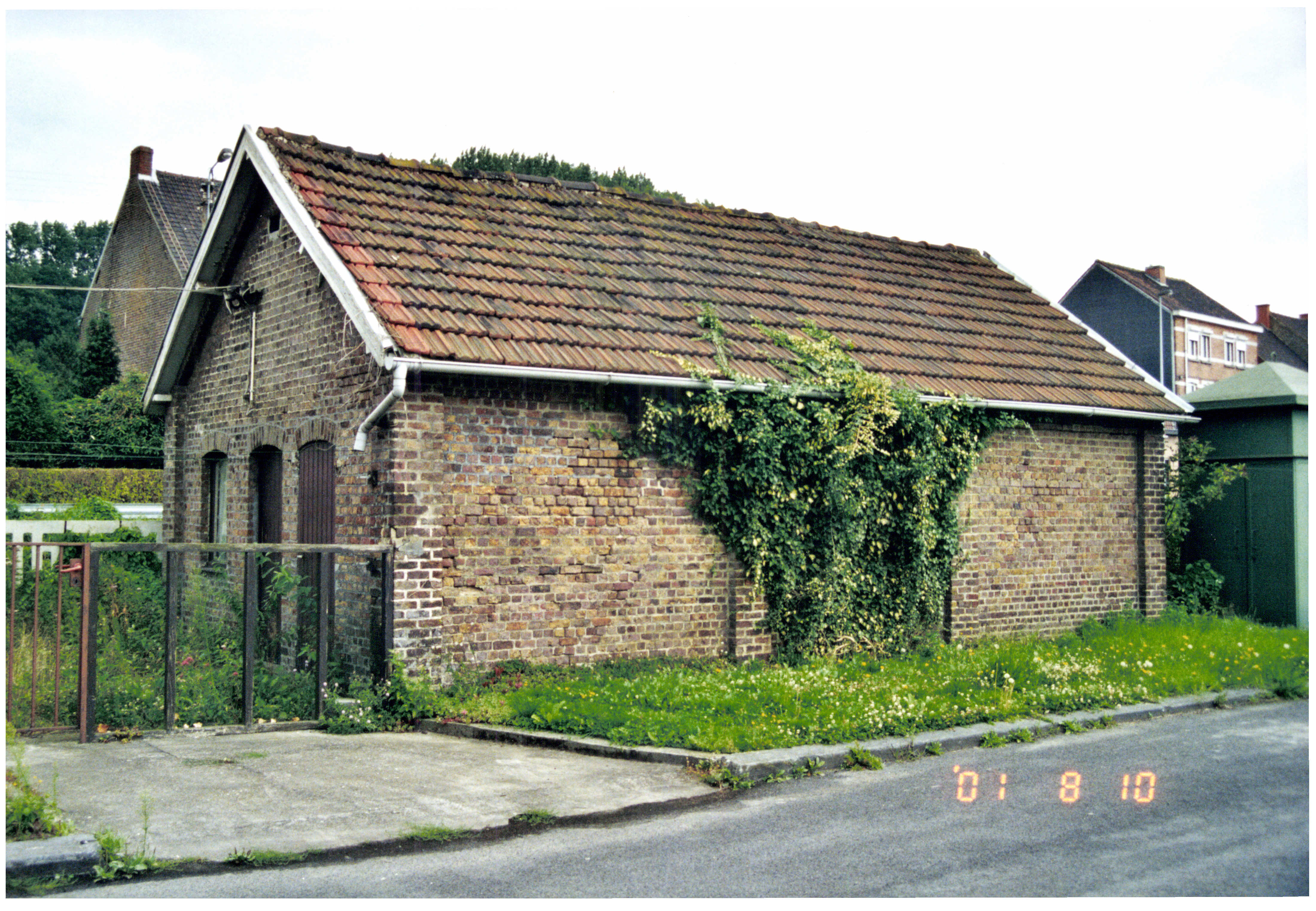
Ancienne annexe.